# Amphipteryx longicaudata
Amphipteryx longicaudata là một loài chuồn chuồn kim thuộc họ Amphipterygidae. Đây là loài đặc hữu của México. Môi trường sống tự nhiên của chúng là vùng núi ẩm nhiệt đới hoặc cận nhiệt đới và sông ngòi. Chúng hiện đang bị đe dọa vì mất môi trường sống.